# Скаут (сімейство ракет-носіїв)
«Скаут» (англ. Scout) — сімейство ракет-носіїв (РН) США легкого класу. РН забезпечувала запуски невеликих супутників з 1960 по 1994. З цього часу було вироблено понад 118 запусків. В даний час експлуатація ракети припинена. З 1957 по 1990 рік проектом «Скаут» керував Дослідницький центр імені Ленглі. Лише в січні 1991 управління програмою було передано Центру космічних польотів імені Годдарда.

## Історія
Програма народилася до того, як був запущений перший супутник Землі і до того, як почало роботу НАСА. Проект легкого твердопаливного носія з'явився в липні 1957 року. США була необхідна відносно дешева, ракета, що швидко виготовляється, для виконання дослідницьких завдань, випробувань при поверненні з космічного простору в атмосферу та виведення легких супутників — до 68 кг. Програма отримала найменування SCOUT («Скаут»), що переводиться як «розвідник» і мала розшифровку Solid Controlled Orbital Utility Test.
Розробка була доручена Аеронавтичній лабораторії імені Ленглі Національного консультативного комітету з аеронавтики, що стала після перетворення НАКА в НАСА Дослідницьким центром імені Ленглі. Концепція ракети була готова в 1958 році. У березні 1959 НАСА і ВПС опублікували повідомлення про спільну розробку легкого носія, а компанія «Ченс Во Еіркрафт» (Chance Vought Aircraft) отримала контракт на виготовлення «Скаутів».

Схема РН «Скаут»

## Характеристики
«Скаут» збирався, стикувався з корисним навантаженням і випробовувався в горизонтальному положенні. Двигун першого ступеня «Алголь» був запозичений з ракети «Поляріс» ВМС США, другий — «Кастор» — розроблений на основі армійської ракети «Сержант» класу «земля-земля», третя і четверта ступені з двигунами «Антарес» і «Альтаїр» взяті з першої американської РН «Авангард».
Існувало кілька послідовно створюваних модифікацій ракети — X-1, X-2, X-3, X-4, A, B, D, G. Крім того, ВВС США використовували модифікації "Blue Scout"I, II, «Junior» переважно для суборбітальних запусків як зондувальні висотні ракети (крім невдалого орбітального проекту Меркурій Скаут).

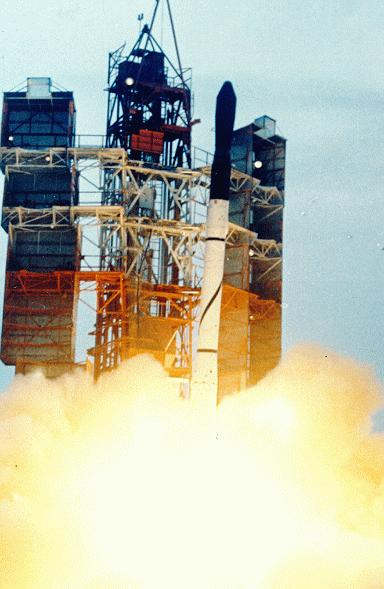
Перший пуск супутника на РН «Скаут X-1» — ШСЗ «Explorer-9», космодром Воллопс, 16 лютого 1961

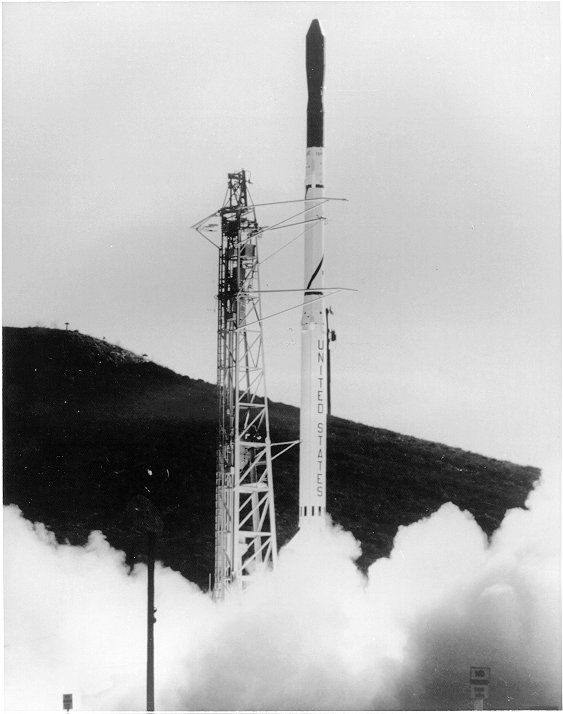
Пуск РН «Скаут X-4» з космодрому Ванденберг з супутником «Explorer-19», 19 грудня 1963

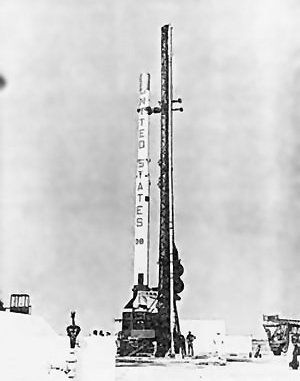
РН проекту ВВС США Mercury-Scout

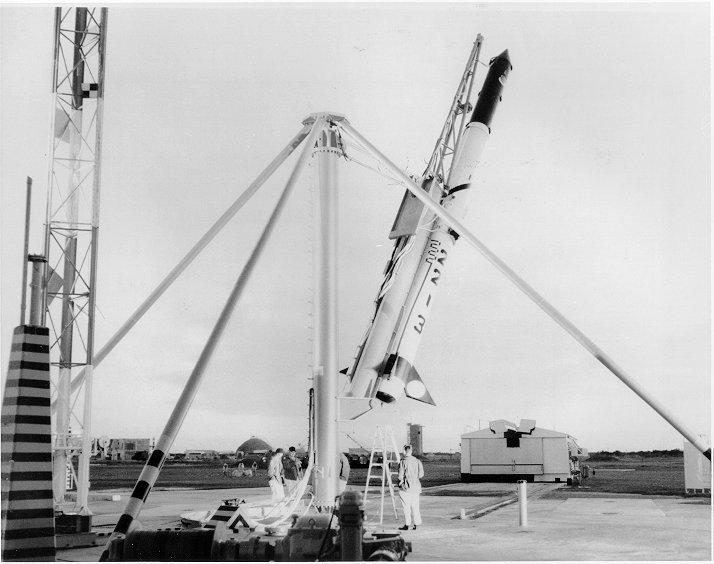
Зондувальна ракета Blue Scout Junior

## Хронологія запусків
Запуски здійснювалися зі стартових комплексів, розташованих на Західному випробувальному полігоні (авіабаза Ванденберг, штат Каліфорнія), полігоні острова Воллопс (США) і італійському морському космодромі Сан-Марко (біля берегів Кенії з 1967). При цьому з італійського космодрому запускався тільки цей тип ракет-носіїв (1967—1984 рр.).
Перше льотне випробування «Скаута» на полігоні Воллопс відбулося 18 квітня 1960. Ракета мала тільки першу і третю бойові ступені, замість другої та четвертої стояли макети. Цей запуск скінчився вибухом після відключення першого ступеня. 1 липня «Скаут Х-1» виконав перший випробувальний політ по балістичній траєкторії з корисним навантаженням масою 88 кг, але і при ньому четверта ступінь не відокремилася і не запустилася.
Перший успішний суборбітальний запуск ракети відбувся 2 вересня 1960 р., а 16 лютого 1961 ракета вперше вивела на орбіту супутник.

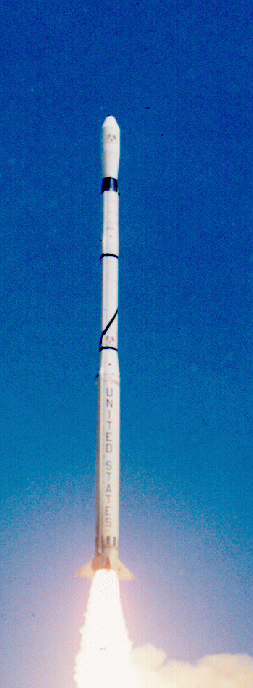
РH «Скаут X-3» з британським супутником Ariel-2 в 1964 р.

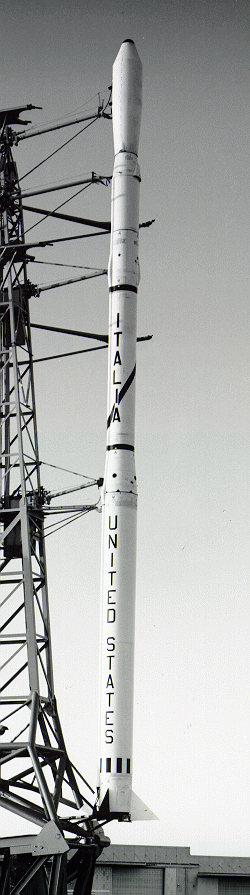
РH «Скаут X-4» з першим італійським супутником Сан-Марко-1 на стартовому майданчику італійського морського космодрому Сан-Марко

Запуски ракети-носія «Скаут» різної модифікації в період з 1960—1964 рік:
| Дата              | Ракета-носій | Космодром  | Корисне навантаження | Статус               |
| ----------------- | ------------ | ---------- | --- | -------------------- |
| 2 вересня 1960    | Scout X-1    | Уоллопс    | апарат «NASA Radiation Probe» | Успішно              |
| 4 жовтня 1960     | Scout X-1    | Уоллопс    | апарат «USAF Radiation Probe» | Невдача. Аварія РН   |
| 4 грудня 1960     | Scout X-1    | Уоллопс    | супутник «Explorer» («S-56») (1960 1204F) | Невдача. Аварія РН   |
| 7 січня 1961      | Blue Scout-1 | Канаверал  | HETS A1-1 і капсула | Суборбітальний політ |
| 16 лютого 1961    | Scout X-1    | Уоллопс    | супутник для вимірювання щільності верхніх шарів атмосфери «Explorer-9» («S-56A») (00081 / 1961 Дельта 1)                                                                                                  | Успішно              |
| 3 березня 1961    | Blue Scout-2 | Канаверал  | HETS A2-1 | Суборбітальний політ |
| 12 квітня 1961    | Blue Scout-2 | Канаверал  | HETS A2-2 | Суборбітальний політ |
| 9 травня 1961     | Blue Scout-1 | Канаверал  | HETS A1-2 | Невдача, Аварія РН   |
| 30 червня 1961    | Scout X-1    | Уоллопс    | супутник «Explorer» («S-55») (1961 0630F) | Невдача. Аварія РН   |
| 25 серпня 1961    | Scout X-1    | Уоллопс    | супутник для дослідження метеорних часток «Explorer-13» («S-55A») (00180 / 1961 Ксі) | Успішно              |
| 19 жовтня 1961    | Scout X-1    | Уоллопс    | «P-21» (1961 1019S) | Невдача. Аварія РН   |
| 1 листопада 1961  | Blue Scout-2 | Канаверал  | Супутник Меркурій-Скаут-1 | Невдача, аварія РН   |
| 1 березня 1962    | Scout X-1A   | Уоллопс    | «Reentry-1» (1962 0301S) | Успішно              |
| 29 березня 1962   | Scout X-2    | Уоллопс    | «P-21A» (1962 0329S) | Успішно              |
| 12 квітня 1962    | Blue Scout-1 | Канаверал  | Капсула | Невдача, аварія РН   |
| 26 квітня 1962    | Scout X-2    | Уоллопс    | супутник для дослідження сонячного випромінювання «Solrad-4B» («Grab-4B») | Невдача. Аварія РН   |
| 24 травень 1962   | Scout X-2M   | Ванденберг | супутник «FTV 350» («P35-1») (1962 0524F) | Невдача. Аварія РН   |
| 23 серпень 1962   | Scout X-2M   | Ванденберг | супутник «FTV 3502» («P-35-2») (00369 — 1962 Альфа Омікрон 1) | Успішно              |
| 31 серпня 1962    | Scout X-3A   | Уоллопс    | «Reentry-2» (1962 0831FS) | Невдача. Аварія РН   |
| 16 грудня 1962    | Scout X-3    | Уоллопс    | супутник «Explorer-16» («S-55B») (00506 — 1962 Бета Ксі) | Успішно              |
| 19 грудня 1962    | Scout X-3    | Уоллопс    | супутник «Transit-5A-1» (00509 — 1962 Бета Псі 1) | Успішно              |
| 19 лютого 1963    | Scout X-3M   | Ванденберг | розвідувальний супутник «FTV-240» («OPS 0240» (00533 — 1963 005А). КА типу «P35-3» | Успішно              |
| 5 квітня 1963     | Scout X-3    | Ванденберг | спутник «Transit-5A-2» | Невдача. Аварія РН   |
| 26 квітня 1963    | Scout X-2M   | Ванденберг | супутник «OPS 1298». КА типу «P35-4» | Невдача. Аварія РН   |
| 22 травня 1963    | Scout X-3    | Уоллопс    | технологічне корисне навантаження «RFD-1» | Успішно              |
| 16 червня 1963    | Scout X-3    | Ванденберг | супутник «Transit 5A-3» (00594 — 1963 022А) | Успішно              |
| 28 червня 1963    | Scout X-4    | Ванденберг | супутник «GRS» («AFCRL-A» (00612 — 1963 026А)) | Успішно              |
| 27 липня 1963     | Scout X-3M   | Уоллопс    | експериментальне корисне навантаження «Reentry-3» | Невдача. Аварія РН   |
| 27 серпня 1963    | Scout X-2B   | Ванденберг | супутник «OPS 1610». КА типу «P35-4» | Невдача. Аварія РН   |
| 19 грудня 1963    | Scout X-4    | Ванденберг | супутник «Explorer-19» (00714 — 1963 053А). КА типу «AD-A» | Успішно              |
| 27 березня 1964   | Scout X-3    | Уоллопс    | британський супутник для дослідження іоносфери, плазми, електромагнітних хвиль, заряджених частинок «Ariel-2» (00771 — 1964 015A). КА типу «UK-C»                                                          | Успішно              |
| 4 червня 1964     | Scout X-4    | Ванденберг | телекомунікаційний супутник «Transit 5C» (00801 — 1964 026А) | Успішно              |
| 25 червня 1964    | Scout X-4    | Ванденберг | супутник «ESRS» — «AFCRL-B» | Невдача. Аварія РН   |
| 20 липня 1964     | Scout X-4    | Уоллопс    | технологічне корисне навантаження «SERT-1». 30-хвилинний політ з метою випробування іонних електрореактивних двигунів                                                                                      | Успішно              |
| 18 серпня 1964    | Scout X-4    | Уоллопс    | технологічне корисне навантаження «Reentry-4A» | Успішно              |
| 25 серпня 1964    | Scout X-4    | Ванденберг | супутник для дослідження іоносфери «Explorer-20» («S-48», «IE-A») (00870 — 1964 051А) | Успішно              |
| 9 жовтня 1964     | Scout X-3C   | Уоллопс    | технологічне корисне навантаження «RFD-2» | Успішно              |
| 10 жовтня 1964    | Scout X-4    | Ванденберг | супутник для дослідження іоносфери і геодезичних вимірювань «Explorer-22» — «S-66», «BE-B» (00899 — 1964 064А)                                                                                             | Успішно              |
| 6 листопада 1964  | Scout X-4    | Уоллопс    | супутник для дослідження метеорних часток «Explorer-23» — «S-55C» (00924 — 1964 074А) | Успішно              |
| 21 листопада 1964 | Scout X-4    | Ванденберг | дослідницькі супутники: «Explorer-24» — «AD-B» (00931 — 1964 076А) — для вимірювання щільності верхніх шарів атмосфери; «Explorer-25» («Injun-4» (00932 — 1964 076В)) — для дослідження радіаційного поясу | Успішно              |
| 15 грудня 1964    | Scout X-4    | Уоллопс    | перший італійський супутник «Сан-Марко-1» (00957 — 1964 084А) | Успішно              |

## Цікаві факти
- 16 лютого 1961 при пуску ST-4 запущений з острова Воллопс «Скаут X-1» вивів на орбіту 44-кілограмовий ШСЗ «Експлорер-9», він же S-56, він же ADE — перший супутник Землі, запущений твердопаливною ракетою;
- Ракета вивела перший італійський супутник Сан-Марко-1 (з звичайного космодрому), перший в світі супутник запущений з морської платформи (італійського морського космодрому) і ще 3 італійських супутника за тією ж програмою.
- Ракета вивела перший в світі супутник для радіастрономіі (Ariel-2), перший виготовлений у Великій Британії супутник (Ariel-3), а також ще 3 британських супутника за тією ж програмою.
- Рівень надійності ракети вдалося з часом довести до 98,3 %. Остання аварія РН мала місце 5 грудня 1975 при пуску із Західного випробувального полігону;
- Запущений 9 травня 1994 «Скаут» був останнім одноразовим носієм, що належали НАСА. Відтепер агентство замовляє усі послуги із запусків у приватних підрядників.